# Operation Keelhaul
Im Rahmen der Operation Keelhaul (engl. für Kielholen) wurden zwischen 1943 und 1947 rund zweieinhalb Millionen Menschen, die aus dem Gebiet der Sowjetunion stammten, von den britischen und amerikanischen Streitkräften dorthin zurückgeschickt, oftmals gegen ihren Willen im Zuge einer Zwangsrepatriierung. Viele dieser Menschen kamen ums Leben, durch Exekutionen oder auch durch Suizid.
Bei den rund zweieinhalb Millionen Sowjetbürgern, die repatriiert wurden, handelte es sich um verschiedene Gruppen: Darunter befanden sich ehemalige Zwangsarbeiter, Kriegsgefangene sowie Soldaten verschiedener Nationen, die auf deutscher Seite gekämpft hatten, aber auch Tausende von Emigranten, die sich seit vielen Jahren in Westeuropa aufhielten, sowie andere Menschen, die russischer Abstammung waren, aber noch nie in Russland gelebt hatten.
Ursprünglich bezog sich die Bezeichnung Operation Keelhaul nur auf eine derartige Aktion in Norditalien, bis der Historiker Julius Epstein 1973 ein Buch veröffentlichte und den Begriff für alle derartigen Rückführungen von Menschen in die Sowjetunion prägte. Epstein recherchierte über 20 Jahre lang in Archiven und musste den Zugang zu den entsprechenden Akten in den USA einklagen, während ihm die britischen Archive weiterhin verschlossen blieben.

## Verlauf

### Vor Kriegsende
Schon im Juni 1944 entschied das britische Außenministerium, alle sowjetischen Kriegsgefangenen zu repatriieren, ohne Rücksicht auf die Konsequenzen für die Betroffenen. Stalin hatte schon zuvor klargemacht, dass er alle sowjetischen Bürger, die sich während des Zweiten Weltkriegs aus welchen Gründen auch immer zeitweise außerhalb des UdSSR aufgehalten hatten, als „Verräter“ betrachte und drakonische Strafen angekündigt. Am 24. Juni 1944 erklärte Patrick Dean, Berater des britischen Außenministers: „In due course all those with whom the Soviet authorities desire to deal must […] be handed over to them, and we are not concerned with the fact that they may be shot or otherwise more harshly dealt [...].“ (dt. „Zur gegebenen Zeit werden alle diejenigen, mit denen sich die sowjetischen Behörden befassen wollen, diesen übergeben, und wir können uns nicht mit dem Fakt beschäftigen, ob sie erschossen oder auf andere Weise schlecht behandelt werden.“)
Allerdings hatten Spezialeinheiten der britischen Armee, die auf dem Kontinent Widerstandsgruppen unterstützt hatten, Flugblätter verteilt, in denen zu lesen stand, dass alle Russen, die sich den Alliierten ergeben würden, politisches Asyl bekämen. Trotz heftiger Proteste konnte sich jedoch das Militär nicht gegen das Außenministerium durchsetzen. Auf der Konferenz von Jalta im Januar 1945 wurde die Repatriierung zwischen der sowjetischen, der britischen und der US-amerikanischen Regierung beschlossen, allerdings war ursprünglich nur von Kriegsgefangenen die Rede. Im Gegenzug sagte die sowjetische Regierung zu, alliierte Kriegsgefangene zu übergeben, die von der Roten Armee befreit worden waren. Am 31. März 1945 wurde diese Abmachung zwischen dem sowjetischen Machthaber Stalin, Premierminister Winston Churchill und dem US-Präsidenten Franklin D. Roosevelt in einem geheimen Kodizill bekräftigt.
Im Sommer 1944 begannen die Briten, Tausende Sowjetbürger aus Kriegsgefangenen- und Flüchtlingslagern per Schiff in die Sowjetunion zu überstellen. Viele verübten Selbstmord, als sie erfuhren, wohin sie geschickt werden sollten. Das Außenministerium versuchte, Nachrichten über diese Selbstmorde zu unterdrücken, da sie, so Patrick Dean, „eventuell politische Probleme [in Großbritannien] verursachen könnten“. Britische Offiziere, die Gefangene in sowjetischen Häfen wie Murmansk und Odessa überstellten, wurden Zeugen, wie Hinrichtungskommandos des NKWD Menschen beim Verlassen der Schiffe in Hörweite erschossen. Rund 1,5 Millionen ehemalige Kriegsgefangene wurden nach ihrer Rückkehr in die Straflager geschickt. Als Antwort auf ein Gesuch, Gnade walten zu lassen denen gegenüber, die nicht in die Sowjetunion zurückkehren wollten, schrieb Außenminister Anthony Eden, dass den Bedingungen des Krim-Abkommens zu folgen sei und man es sich nicht erlauben könne, sentimental zu sein.

### Nach Kriegsende
Als der Krieg im Mai 1945 in Europa zu Ende ging, hielten sich in Westeuropa rund zwei Millionen Sowjetbürger auf. Es wurden sowjetische Repatriierungskomitees mit Agenten des NKWD und des SMERSch eingerichtet; manche sowjetische Offizielle verkündeten, dass Stalin eine Generalamnestie erlassen werde. Viele Sowjetbürger waren froh, endlich nach Hause zu ihren Familien zu kommen und kehrten freiwillig in die UdSSR zurück. Andere hatten jedoch eine Ahnung davon, was auf sie zukommen würde; sie beriefen sich auf die Genfer Konvention zur Behandlung von Kriegsgefangenen.
In den von den Briten kontrollierten Gebieten Österreichs gab es am Ende des Krieges rund 50.000 Kosaken. Gemeinsam mit rund 100.000 Georgiern hatten einige Kosakenstämme mit den Deutschen gegen die Sowjetunion gekämpft und waren gegen Ende des Krieges mit ihren Familien bis dorthin geflohen. Als es an die Rücküberstellung der Mitglieder des XV. Kosaken-Kavallerie-Korps ging, überredeten die Briten sie mit der Behauptung, sie würden erst nach Italien gebracht und von dort nach Kanada. In anderen Fällen mussten Truppen gegen unbewaffnete Männer, Frauen und Kinder eingesetzt werden, damit sie Lastwagen oder Zugwaggons bestiegen. Viele von ihnen hatten französische, italienische oder jugoslawische Ausweise oder Nansen-Pässe, die von den Vereinten Nationen ausgestellt worden waren.
Unter den Menschen, die „repatriiert“ wurden, befanden sich auch viele Gegner von Stalin und des Kommunismus, die nach der Definition von Jalta Personen waren, „die vor dem 1. September 1939 innerhalb der russischen Grenzen geboren worden waren oder dort gelebt hatten“. Unter diese Definition fielen auch Russen, die schon während des Russischen Bürgerkriegs zwischen 1917 und 1920 aus Russland geflohen waren. Unter den Tausenden, die an die Sowjetunion Stalins ausgeliefert wurden, befanden sich der 76-jährige zaristische General Pjotr Krasnow, der Kavallerieführer Andrei Schkuro, der im Ersten Weltkrieg von den Briten mit einem Orden geehrt worden und im Zweiten Weltkrieg mit der 1. Kosaken-Division auf Seiten der Deutschen gekämpft hatte. Auch Sultan Kelech Ghirey, Anführer der Kaukasier, wurde in die Sowjetunion überstellt. Die britischen Offiziere gaben ihnen gegenüber an, dass Feldmarschall Alexander sich mit ihnen treffen wolle, woraufhin sie freiwillig in Autos oder Züge stiegen, um dann den sowjetischen Behörden in Österreich übergeben zu werden. Nikolai Tolstoy schrieb dazu in seinem Buch Victims of Yalta: „Selbst die sowjetischen Behörden, die sie empfingen, waren erstaunt, dass die Briten auch solche Leute auslieferten, die ihrer Meinung nach gar nicht unter die Vereinbarung fielen.“ In Judenburg, dem Übergabepunkt in Österreich, soll der General der Roten Armee, Dolmatow, gefragt haben, wieso diese „alten“ Emigranten ausgeliefert würden, obwohl die Sowjetunion gar nicht darum gebeten hätte. Viele dieser „alten“ Emigranten hatten als Verbündete der Briten im Ersten Weltkrieg gekämpft.
Am 12. Januar 1947 wurden Krasnow und Schkuro, gemeinsam mit dem deutschen Kommandeur der 1. Kosaken-Division, General Helmuth von Pannwitz, hingerichtet, nachdem sie 19 Monate im Lubjanka-Gefängnis verbracht hatten. Auch viele Offiziere der Kosaken und der Deutschen, die mit ihnen gekämpft hatten, wurden hingerichtet.
Die britischen und US-amerikanischen Offiziere waren oftmals überrascht, wie verängstigt Flüchtlinge auf die Nachricht reagierten, dass sie nach Osten gebracht werden sollten. Manche Zwangsarbeiter baten darum, in Deutschland bleiben zu dürfen. Einige Offiziere glaubten, dass deren Befürchtungen grundlos seien, da die Propaganda in der Kriegszeit die UdSSR positiv dargestellt hatte. Am 5. Juli 1945 sandte der Vatikan einen Appell an die britische und an die US-amerikanische Regierung, dass Tausende von Ukrainern nicht zurückgesandt werden sollten. Einsprüche kamen auch von alliierten Kommandeuren; so beschied Feldmarschall Alexander einem sowjetischen Repatriierungskomitee unter General Basilow, dass er es nicht zulassen würde, dass Ukrainer gegen ihren Willen in die Sowjetunion zurückgeschickt würden. General Eisenhower verabscheute den Zwang, der gegen hilflose sowjetische Flüchtlinge und Kriegsgefangene angewandt wurde. Er verfügte einen temporären Stopp und bat seine Vorgesetzten in Washington um eine definite Regelung in dieser Angelegenheit. Feldmarschall Montgomery entschied im Herbst 1945, dass bei der Repatriierung kein Zwang mehr angewandt werden sollte. Die beiden Regierungen jedoch hielten an der Repatriierungspolitik fest. Ihre Befürworter gaben zu bedenken, dass Stalin sonst britische Gefangene als Faustpfand behalten würde. Allerdings wurde die Repatriierung noch fortgesetzt als alle von der Roten Armee befreiten britischen und amerikanischen Gefangenen heimgekehrt waren.
Andererseits wurden antikommunistische Gefangene von den Briten nicht in die Sowjetunion zurückgeschickt, wenn der britische Geheimdienst glaubte, diese könnten ihm künftig von Nutzen sein. Ebenfalls von den Maßnahmen ausgenommen waren Staatsangehörige der bis 1940 selbstständigen baltischen Staaten.

### Die verschiedenen Gruppen
Nikolai Tolstoy unterscheidet in seinem Buch The Secret Betrayal (britischer Titel: The Victims of Yalta) folgende verschiedene Gruppen:
- „Russen“, die nach der Landung der Alliierten in der Normandie in Nordafrika, Italien und Frankreich aufgegriffen wurden und die größtenteils als Zwangsarbeiter in Deutschland gearbeitet hatten sowie „Russen“, die auf Seiten der Deutschen gekämpft hatten. Die meisten von ihnen wurden hingerichtet oder in Arbeitslager gebracht.[7]
- Kosaken, die im Russischen Bürgerkrieg Widerstand gegen die Bolschewiki geleistet hatten, und deswegen verfolgt worden waren.(→Entkosakisierung) Als die deutsche Wehrmacht im Juni 1941 in die Sowjetunion einmarschierte, hofften diese Kosakengruppen auf deutsche Unterstützung in ihrem Kampf. Während des deutschen Rückzugs flohen sie mit ihren Familien nach Westen und befanden sich am Ende des Krieges in Kärnten und nahe Lienz in Österreich. Es handelte sich um rund 35.000 Menschen, die im Mai 1945 den sowjetischen Truppen überstellt wurden, obwohl sie teilweise gar keine sowjetischen Bürger, sondern Emigranten aus der Zeit des Russischen Bürgerkriegs waren. Viele von ihnen wurden in Judenburg hingerichtet, die Überlebenden nach Osten geschickt.[8]
- Das XV. Kosaken-Kavallerie-Korps unter Kommando von Helmuth von Pannwitz ergab sich den Briten am 10. Mai 1945 bei Völkermarkt in Österreich. Am 17. Mai 1945 wurden dem sowjetischen NKWD in Judenburg 702 Soldaten übergeben.[9]
- Die Russische Befreiungsarmee befand sich bei Ende des Krieges in der Nähe von Prag. Teile der Armee halfen, die Stadt von der deutschen Besatzung zu befreien, nur um kurz danach gemeinsam mit deutschen Truppen gegen die Rote Armee zu kämpfen, um nicht gefangen genommen zu werden. Viele Soldaten ergaben sich schließlich, manche entflohen zu den Amerikanern bei Pilsen, wurden aber von diesen der Sowjetunion übergeben.[10]
- Die 162. Turkmenische Division bestand aus Männern vom Kaukasus und von Turkvölkern weiter östlich, die in Italien gekämpft hatte. Die meisten von ihnen ergaben sich im Mai 1945 in der Nähe von Padua. Sie kamen in ein Kriegsgefangenenlager nach Tarent und wurden per Schiff nach Odessa gebracht. Sie wurden zu 20 Jahren Zwangsarbeit verurteilt.
- Nach der Kapitulation Deutschlands am 8. Mai 1945 wurden viele Sowjetbürger befreit, die Kriegsgefangene, Hilfswillige und Zwangsarbeiter gewesen waren. Ab 4. Juli 1945 wurden 1,5 Millionen von ihnen als Displaced Persons durch das Supreme Headquarters Allied Expeditionary Force in die Sowjetische Besatzungszone überstellt.[11]
- Die abschließende Operation Keelhaul wurde in Italien zwischen dem 14. August 1946 und 9. Mai 1947 durchgeführt, bei der rund 1.000 Sowjetbürger aus italienischen Lagern den sowjetischen Truppen überstellt wurden.[12] Der Schriftsteller Boris Schirjajew konnte dieser Auslieferung durch den Übertritt zum katholischen Glauben entgehen.

## Rezeption
1972 erschien das Buch Operation Keelhaul von Julius Epstein, in dem erstmals das Ausmaß der Rückführungen und den damit verbundenen tragischen Folgen bekannt wurde. In seinem Buch Archipel Gulag nannte Alexander Solschenizyn die Operation das „letzte Geheimnis des Zweiten Weltkriegs“. Er initiierte einen Unterstützungsfonds für Nikolai Tolstoy, der 1989 einem Verleumdungsprozess gegen Lord Aldington unterzogen war. Dieser war als Offizier und Stabschef von Feldmarschall Alexander in die Operation involviert, und Tolstoy, Autor des Buches Victims of Yalta, hatte ihn als „Kriegsverbrecher“ bezeichnet.
1957 veröffentlichte der polnische Autor Józef Mackiewicz den Roman Kontra, dessen Handlung auf den damaligen Vorgängen beruht.